# 이케가미 아키라 (언론인)
이케가미 아키라(일본어: 池上 彰, 1950년 8월 9일 ~ )는 일본의 언론인, 대학교수, 뉴스 해설자이다.